# Andrei Eshpai
Andrei Yakovlevich Eshpai (en ruso, Андре́й Я́ковлевич Эшпа́й; Kozmodemiansk, 15 de mayo de 1925-Moscú, 8 de noviembre de 2015) fue un compositor ruso premiado con el título de Artista del Pueblo de la URSS en 1981.

## Biografía
Eshpai era hijo de un hombre de etnia Mari El y una mujer rusa. Después de servir en la Segunda Guerra Mundial, estudió piano en el Conservatorio de Moscú de 1948 a 1953 bajo la tutela de Vladimir Sofronitsky, y composición con Nikolai Rakov, Nikolai Myaskovsky y Evgeny Golubev como profesores. Continuó su postgraduado bajo la tutela de Aram Khachaturian desde 1953 a 1956.
Eshpai es padre del compositor Yakov Eshpai y del padre del cineasta Andrei Andreyevich Eshpai.
El 8 de noviembre de 2015, Eshpai moría a causa de un paro cardíaco a la edad de 90 años.

## Obra

### Teatro
- Nobody Is Happier Than Me, operetta (1968–1969); libretto de V. Konstantinov y B. Ratser
- Love Is Forbidden, teatro musical (1973)
- Angara, ballet (1974–1975)
- A Circle, ballet (1979–1980)

### Orquesta
- Bailes sinfónicos de temas Mari (1951)
- Symphony no. 1 en Mi menor (1959)
- Symphony no. 2 en La mayor "Praise the Light" (1962)
- Symphony no. 3 (1964)
- Symphony no. 4 "Symphony-Ballet" (1980-1981)
- Simon Bolivar, Poema sinfónico (1982)
- Symphony No. 5 (1985)
- Symphony No. 6 "Liturgic" para coro mixto, barítono (o bajo) y orquesta sinfónica (1988)
- Symphony No. 7 (1991)
- Games (1997)
- Symphony No. 8 (2000–2001)
- Symphony No. 9 "Four Verses" para orquesta sinfónica, coros mixtos y narrador (1998–1999)

### Concertante
- Piano Concerto No. 1 en Fa menor (1954)
- Violin Concerto No. 1 en Sol menor (1956)
- Concerto Grosso, Concierto para orquesta con solo de trompeta, piano, vibráfono y doble bajo (1966–1967)
- Piano Concerto No. 2 (1972)
- Violin Concerto No. 2 (1977)
- Viola Concerto (1987)
- Cello Concerto (1989)
- Clarinet Concerto (1995)
- Flute Concerto (1992)[7]
- Violin Concerto No. 3 "Bartok Concerto" (1990–1992)
- Violin Concerto No. 4 (1993)[8]
- Oboe Concerto (1982)
- Concerto para trompeta, trombón y orquesta (1994–1995)
- Double Bass Concerto (1994–1995)
- Horn Concerto en Fa mayor (1995)
- Tuba Concerto (2001)
- Bassoon Concerto Opus Singularis (2001)

### Otros
- 3 sonatas de violín
- Composiciones para piano
- Canciones